# Peyriguère
Peyriguère ist eine französische Gemeinde mit 21 Einwohnern (Stand 1. Januar 2022) im Département Hautes-Pyrénées in der Region Okzitanien (vor 2016: Midi-Pyrénées). Sie gehört zum Arrondissement Tarbes und zum Kanton Les Coteaux.

## Geographie
Peyriguère liegt auf dem Plateau von Lannemezan auf einem Bergrücken zwischen den Flusstälern von Arros und Bouès, circa 15 Kilometer östlich von Tarbes in der historischen Provinz Bigorre.
Umgeben wird Peyriguère von den acht Nachbargemeinden:
| Cabanac Thuy | Aubarède                                    | Mun           |
| Goudon       | Kompassrose, die auf Nachbargemeinden zeigt | Sère-Rustaing |
|              | Moulédous                                   | Orieux        |

## Einwohnerentwicklung

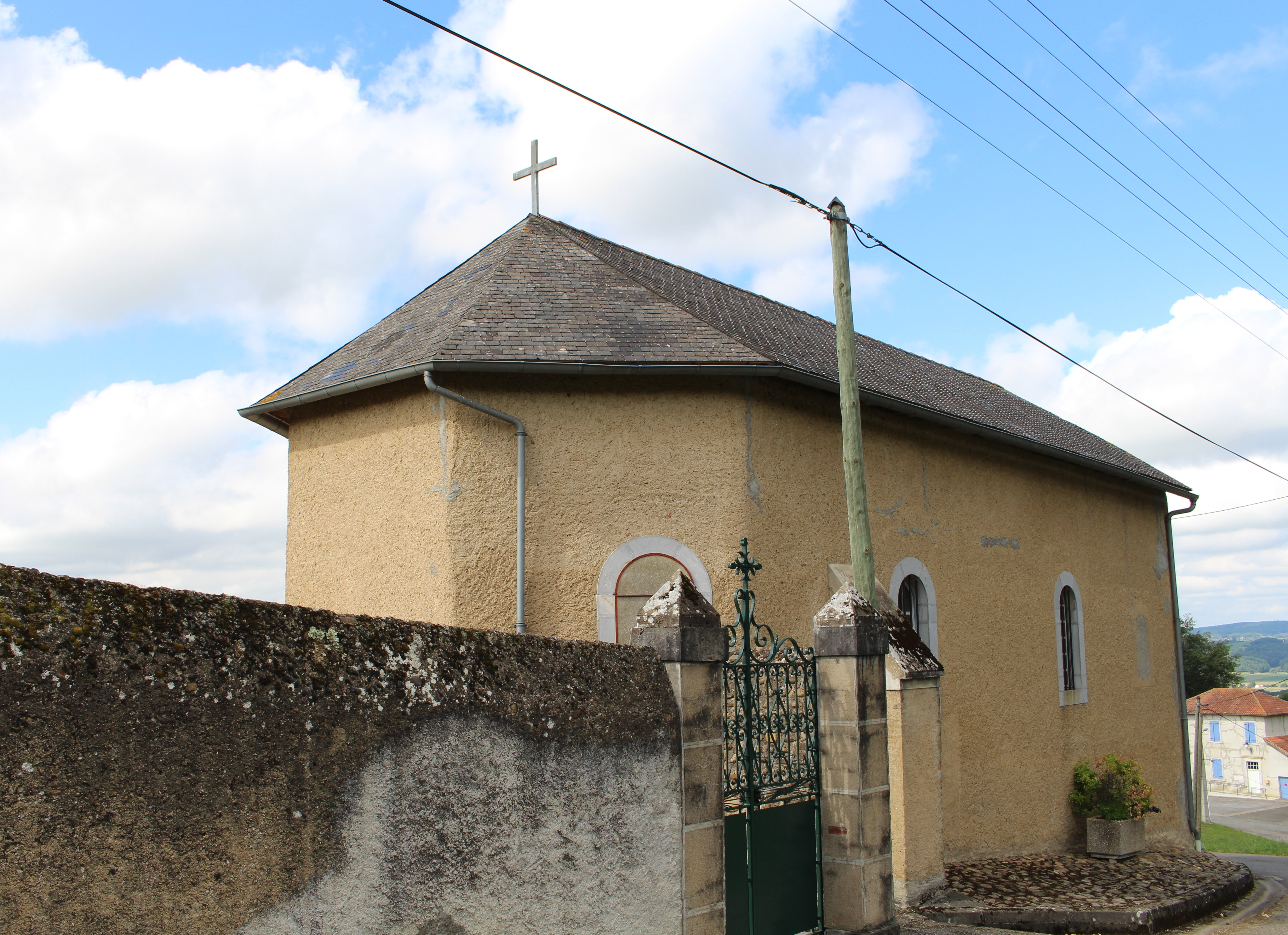
Pfarrkirche de l’Assomption

Nach Beginn der Aufzeichnungen stieg die Einwohnerzahl bis zur Mitte des 19. Jahrhunderts auf einen Höchststand von rund 130. In der Folgezeit sank die Größe der Gemeinde bei kurzen Erholungsphasen bis zu Beginn des 21. Jahrhunderts auf rund 25 Einwohner.
| Jahr      | 1962 | 1968 | 1975 | 1982 | 1990 | 1999 | 2006 | 2011 | 2022 |
| --------- | ---- | ---- | ---- | ---- | ---- | ---- | ---- | ---- | ---- |
| Einwohner | 29   | 31   | 30   | 30   | 26   | 25   | 24   | 23   | 21   |

## Sehenswürdigkeiten
- Pfarrkirche de l’Assomption (Mariä Himmelfahrt). Sie besitzt die Besonderheit, dass ihre Glocke sich nicht in einem Glockenturm befindet, sondern in einer Wand.[4]

## Wirtschaft und Infrastruktur
Ursprünglich befanden sich im Dorf zahlreiche landwirtschaftliche Betriebe mit Weinbergen, die für ihren Weißwein berühmt waren.
Peyriguère liegt in den Zonen AOC der Schweinerasse Porc noir de Bigorre und des Schinkens Jambon noir de Bigorre.

### Verkehr
Peyriguère wird von den Routes départementales 20 und 21 durchquert.